# Nati nel 1936/Luglio
| Questa pagina contiene informazioni ricavate automaticamente dalle voci biografiche con l'ausilio del template Bio e di un bot. L'aggiornamento è periodico e automatico e ricostruisce completamente la pagina. Se manca una persona in questa lista, sei pregato di non aggiungerla, ma accertati piuttosto che la sua voce biografica contenga il template Bio e che i dati anagrafici siano correttamente compilati. Se il template Bio manca, inseriscilo tu stesso o, in alternativa, metti l'avviso {{tmp\|Bio}} che ne segnala la mancanza. Se i dati riportati sono sbagliati, correggi direttamente la voce biografica; le modifiche saranno visibili in questa lista entro pochi giorni. Per chiarimenti vedi il progetto biografie. La lista contiene solo le 183 persone che sono citate nell'enciclopedia e per le quali è stato implementato correttamente il template Bio. Pagina aggiornata al 2 ago 2025. |

- 1º luglio - Victor Arnold, attore statunitense († 2012)
- 1º luglio - Ron Masak, attore e doppiatore statunitense († 2022)
- 1º luglio - Antonio Salines, attore e regista italiano († 2021)
- 1º luglio - Dianella Selvatico Estense, poetessa e traduttrice italiana († 1999)
- 1º luglio - Gerard Soeteman, sceneggiatore olandese († 2025)
- 1º luglio - Roger Staub, sciatore alpino e hockeista su ghiaccio svizzero († 1974)
- 2 luglio - Eusebio Escobar, ex calciatore colombiano
- 2 luglio - Rex Gildo, cantante, attore e showman tedesco († 1999)
- 2 luglio - Renato Rambaldelli, calciatore italiano († 2023)
- 2 luglio - ʿUmar Sulaymān, generale e politico egiziano († 2012)
- 3 luglio - Jan Driehuis, cestista e allenatore di pallacanestro olandese († 2014)
- 3 luglio - Günter Meißner, storico dell'arte tedesco († 2015)
- 3 luglio - Baard Owe, attore norvegese († 2017)
- 3 luglio - Jerónimo Saavedra, politico spagnolo († 2023)
- 3 luglio - Leo Wilden, calciatore tedesco († 2022)
- 4 luglio - Ralph Abraham, matematico statunitense († 2024)
- 5 luglio - Frederick Ballantyne, politico sanvincentino († 2020)
- 5 luglio - Christian Baltzer, ex cestista, allenatore di pallacanestro e dirigente sportivo francese
- 5 luglio - Piet Fransen, calciatore olandese († 2015)
- 5 luglio - Alan James Alexander Kelly, calciatore e allenatore di calcio irlandese († 2009)
- 5 luglio - Shirley Knight, attrice statunitense († 2020)
- 5 luglio - Tommy LiPuma, produttore discografico statunitense († 2017)
- 5 luglio - James Mirrlees, economista e docente britannico († 2018)
- 5 luglio - Vittorio Parisi, politico e zoologo italiano
- 5 luglio - Richard Stearns, matematico e informatico statunitense
- 6 luglio - Shūsaku Arakawa, artista e architetto giapponese († 2010)
- 6 luglio - Gabriele Jagnocco, pittore e scultore italiano
- 6 luglio - Jacques Lassalle, regista teatrale francese († 2018)
- 6 luglio - Gaetano Rampin, attore e mimo italiano († 2020)
- 6 luglio - Tito Terzi, fotografo italiano († 2010)
- 7 luglio - Luciano Bellosi, storico dell'arte italiano († 2011)
- 7 luglio - Ip Ching, artista marziale cinese († 2020)
- 7 luglio - Christopher Mallaby, diplomatico inglese († 2022)
- 7 luglio - Lisa Seagram, attrice statunitense († 2019)
- 7 luglio - John Sewell, calciatore e allenatore di calcio inglese († 2021)
- 7 luglio - Jo Siffert, pilota motociclistico e pilota automobilistico svizzero († 1971)
- 7 luglio - Piero Tarticchio, scrittore e grafico italiano
- 7 luglio - Claudio Vitalone, politico e magistrato italiano († 2008)
- 7 luglio - Nikos Xylouris, musicista e cantante greco († 1980)
- 8 luglio - Aloysio Biondi, giornalista brasiliano († 2000)
- 8 luglio - Ferdinando Falco, poeta e scrittore italiano († 2016)
- 8 luglio - Anthony Mongalo, politico sudafricano
- 8 luglio - Gennadij Nikolaev, nuotatore sovietico († 2013)
- 8 luglio - Valentino Persenda, allenatore di calcio e calciatore italiano († 2019)
- 8 luglio - Ralph Strait, attore statunitense († 1992)
- 9 luglio - Lino Banfi, attore, comico e sceneggiatore italiano
- 9 luglio - James Hampton, attore statunitense († 2021)
- 9 luglio - Luciano Nicastri, filologo classico e latinista italiano († 2013)
- 9 luglio - Paolo Pestrin, calciatore italiano († 2009)
- 9 luglio - André Pronovost, ex hockeista su ghiaccio canadese
- 9 luglio - Dick Richards, regista, sceneggiatore e produttore cinematografico statunitense
- 9 luglio - Hiroshi Sasagawa, regista e sceneggiatore giapponese
- 9 luglio - Richard Wilson, attore, regista teatrale e attivista scozzese
- 9 luglio - David Zinman, direttore d'orchestra e violinista statunitense
- 10 luglio - Ghigo Agosti, cantante, compositore e musicista italiano († 2024)
- 10 luglio - László Fábián, canoista ungherese († 2018)
- 10 luglio - Barbara Kennelly, politica statunitense
- 10 luglio - Alysson Paulinelli, politico, agronomo e funzionario brasiliano († 2023)
- 11 luglio - Joe Bussard, musicologo e produttore discografico statunitense († 2022)
- 11 luglio - Adolfo Fenoglio, attore e doppiatore italiano
- 11 luglio - Angelo Mercurio, mafioso e collaboratore di giustizia statunitense († 2006)
- 11 luglio - Oscar Mischiati, musicologo italiano († 2004)
- 11 luglio - Carole Quinton, ex ostacolista e velocista britannica
- 11 luglio - Nives Zegna, annunciatrice televisiva e attrice italiana
- 12 luglio - Gérard Banide, allenatore di calcio e ex calciatore francese
- 12 luglio - Dino De Antoni, arcivescovo cattolico italiano († 2019)
- 12 luglio - Luigi Naviglio, scrittore, fumettista e giornalista italiano († 2001)
- 12 luglio - Jan Němec, regista e sceneggiatore ceco († 2016)
- 12 luglio - Emil Ochyra, schermidore polacco († 1980)
- 12 luglio - María Planas, allenatrice di pallacanestro spagnola
- 12 luglio - Frank Ryan, giocatore di football americano statunitense († 2024)
- 12 luglio - Ripszima Székely, ex nuotatrice ungherese
- 13 luglio - Albert Ayler, sassofonista statunitense († 1970)
- 13 luglio - Ray Crawford, ex calciatore inglese
- 13 luglio - Guglielmo Mecozzi, calciatore italiano († 2024)
- 13 luglio - Fleur Mellor, ex velocista australiana
- 13 luglio - Nicola Occhiocupo, costituzionalista italiano
- 13 luglio - István Sahin-Tóth, cestista ungherese († 2025)
- 14 luglio - Marisa Allasio, attrice italiana
- 14 luglio - Robert Overmyer, astronauta statunitense († 1996)
- 14 luglio - Aleksandr Pavlovskij, schermidore sovietico († 1977)
- 15 luglio - Pierre Barret, scrittore francese
- 15 luglio - Larry Cohen, regista, sceneggiatore e produttore cinematografico statunitense († 2019)
- 15 luglio - Steven Gilborn, attore statunitense († 2009)
- 15 luglio - Edilberto Righi, ex calciatore argentino
- 15 luglio - George Voinovich, politico statunitense († 2016)
- 15 luglio - Tadeusz Walasek, pugile polacco († 2011)
- 16 luglio - Yasuo Fukuda, politico giapponese
- 16 luglio - Leo Sterckx, pistard belga († 2023)
- 17 luglio - Claude Gibson, ex giocatore di football americano statunitense
- 17 luglio - Bill Groman, giocatore di football americano statunitense († 2020)
- 17 luglio - Jair Marinho, calciatore brasiliano († 2020)
- 17 luglio - James Margolis, schermidore statunitense († 2025)
- 17 luglio - Lino Pizzoferrato, ciclista su strada italiano († 2024)
- 17 luglio - Giampiero Poggiali Berlinghieri, pittore e scultore italiano († 2021)
- 17 luglio - Eric Yeo, pallanuotista singaporiano († 2015)
- 18 luglio - José Aveiro, calciatore paraguaiano († 2024)
- 18 luglio - Kurt Bachmann, cestista filippino († 2014)
- 18 luglio - Ornella Donda, ex cestista italiana
- 18 luglio - Jurij Illjenko, regista e sceneggiatore sovietico († 2010)
- 18 luglio - Jerry Richardson, giocatore di football americano, imprenditore e dirigente sportivo statunitense († 2023)
- 18 luglio - Alfredo Scapinello, ex calciatore italiano
- 19 luglio - Karl-Heinrich von Groddeck, canottiere tedesco († 2011)
- 19 luglio - Sotigui Kouyaté, attore e drammaturgo burkinabé († 2010)
- 19 luglio - Norman Manea, scrittore rumeno
- 19 luglio - Mario Pani, politico e pubblicista italiano
- 19 luglio - Benito Pavoni, politico italiano († 2023)
- 19 luglio - Lucha Reyes, cantante peruviana († 1973)
- 19 luglio - Nahum Stelmach, calciatore israeliano († 1999)
- 19 luglio - Robert Woods, attore statunitense
- 19 luglio - Jocelyn von Giese, ex nuotatrice filippina
- 20 luglio - Francesco Cimminelli, imprenditore, dirigente sportivo e dirigente d'azienda italiano († 2012)
- 20 luglio - René Kalisky, drammaturgo e saggista belga († 1981)
- 20 luglio - Alistair MacLeod, scrittore canadese († 2014)
- 20 luglio - Barbara Mikulski, politica statunitense
- 20 luglio - Hank Nichols, arbitro di pallacanestro statunitense
- 20 luglio - Suphot Panich, ex calciatore thailandese
- 20 luglio - John Sillett, calciatore e allenatore di calcio inglese († 2021)
- 20 luglio - Paolo Stanzani, ingegnere italiano († 2017)
- 21 luglio - Pietro Battara, allenatore di calcio e ex calciatore italiano
- 21 luglio - Nani Bregvadze, cantante georgiana
- 21 luglio - Johannes Jank, ex calciatore austriaco
- 21 luglio - Wilhelm Küchler, imprenditore e politico tedesco
- 22 luglio - John Albrechtson, velista svedese († 1985)
- 22 luglio - John Korty, regista, montatore e sceneggiatore statunitense († 2022)
- 22 luglio - Juan Seminario, ex calciatore peruviano
- 22 luglio - Gian Franco Svidercoschi, giornalista e scrittore italiano
- 22 luglio - Gabriella Uluhogian, filologa e linguista italiana († 2016)
- 23 luglio - Giorgio Bubba, giornalista e telecronista sportivo italiano († 2018)
- 23 luglio - Giuseppe Da Prato, matematico italiano († 2023)
- 23 luglio - Robyn Mason Dawes, psicologo e saggista statunitense († 2010)
- 23 luglio - Don Drysdale, giocatore di baseball statunitense († 1993)
- 23 luglio - Anthony Kennedy, giurista statunitense
- 23 luglio - Benito Sarti, calciatore italiano († 2020)
- 24 luglio - Arthur Brauss, attore e doppiatore tedesco
- 24 luglio - Ruth Buzzi, attrice, comica e cantante statunitense († 2025)
- 24 luglio - Salvatore Giannone, velocista italiano († 2024)
- 24 luglio - Mark Goddard, attore statunitense († 2023)
- 24 luglio - Dan Inosanto, artista marziale statunitense
- 24 luglio - Vittorio Mancini, ex lottatore sammarinese
- 24 luglio - Franco Palmieri, scrittore e giornalista italiano
- 25 luglio - Michael Chapin, attore statunitense
- 25 luglio - Paul Collins, attore britannico
- 25 luglio - Laura De Marchi, attrice italiana
- 25 luglio - Michel Despland, storico delle religioni canadese († 2018)
- 25 luglio - Carlos Mota Pinto, politico portoghese († 1985)
- 25 luglio - Glenn Murcutt, architetto australiano
- 25 luglio - August Schellenberg, attore canadese († 2013)
- 25 luglio - Tat'jana Sidorova, ex pattinatrice di velocità su ghiaccio sovietica
- 25 luglio - David Sime, velocista statunitense († 2016)
- 25 luglio - Massimo de Vita, regista teatrale, attore e sceneggiatore italiano
- 26 luglio - Terry Brown, produttore discografico canadese
- 26 luglio - Andrea Comba, giurista italiano († 2020)
- 26 luglio - Lawrie McMenemy, ex calciatore e allenatore di calcio inglese
- 26 luglio - Mary Millar, attrice e cantante inglese († 1998)
- 27 luglio - Nathan George, attore statunitense († 2017)
- 27 luglio - Dimităr Kostov, ex calciatore bulgaro
- 27 luglio - Maris Liepa, ballerino e direttore artistico lettone († 1989)
- 27 luglio - Massimo Paci, sociologo italiano
- 27 luglio - Rafael Palmero Ramos, vescovo cattolico spagnolo († 2021)
- 28 luglio - Rosa María Britton, scrittrice e medico panamense († 2019)
- 28 luglio - Franco Gandini, ex ciclista su strada e pistard italiano
- 28 luglio - Ignacio Gogorza Izaguirre, vescovo cattolico spagnolo
- 28 luglio - Lau Kar Leung, regista, coreografo e attore cinese († 2013)
- 28 luglio - Bruno Novelli, missionario italiano († 2003)
- 28 luglio - Svein Weltz, ex calciatore norvegese
- 29 luglio - Elizabeth Dole, politica statunitense
- 29 luglio - Hinky Harris, hockeista su ghiaccio e allenatore di hockey su ghiaccio canadese († 2001)
- 29 luglio - Orlando, produttore discografico, editore e cantante italiano
- 29 luglio - Paolo Toselli, ex arbitro di calcio italiano
- 29 luglio - Īlias Yfantīs, ex calciatore greco
- 30 luglio - Luciana Aigner-Foresti, archeologa e etruscologa italiana
- 30 luglio - Gian, attore e comico italiano († 2010)
- 30 luglio - Buddy Guy, chitarrista e cantautore statunitense
- 30 luglio - John P. Ryan, attore statunitense († 2007)
- 30 luglio - Ralph Taeger, attore statunitense († 2015)
- 30 luglio - Ernesto Vallerani, ingegnere italiano
- 30 luglio - Pilar di Borbone-Spagna, principessa e dirigente sportiva spagnola († 2020)
- 31 luglio - Ignacio Achucarro, calciatore paraguaiano († 2021)
- 31 luglio - Boniface Alexandre, politico haitiano († 2023)
- 31 luglio - Mario Borgna, pittore, scultore e ceramista italiano († 2007)
- 31 luglio - Osvaldo Nardiello, calciatore argentino († 2020)
- 31 luglio - Giovanni Percoco, storico, filologo e linguista italiano († 2022)